# Austridotea annectens
Austridotea annectens är en kräftdjursart som beskrevs av Nicholls 1937. Austridotea annectens ingår i släktet Austridotea och familjen tånglöss. Inga underarter finns listade i Catalogue of Life.